# Bedenica
Bedenica – wieś w Chorwacji, w żupanii zagrzebskiej, siedziba gminy Bedenica. W 2011 roku liczyła 555 mieszkańców.